# Aquama
aquama est une entreprise multinationale suisse active dans les désinfectants et les détergents fabriqués par électrolyse (hydrolyse) et la distribution des machines qui permettent de les produire chez le client,.

## Procédé
La technologie utilisée par l'entreprise a été développée au sein des universités de Stuttgart et d'Ulm. Elle consiste à mélanger de l'eau et du sel, « qui acquiert des propriétés nettoyantes et désinfectantes après décomposition par un courant électrique » selon un processus d'hydrolyse utilisé pour la stérilisation médicale.

## Histoire
aquama est fondé par Willy Lionel Pomathios, un innovateur et entrepreneur d’origine française habitant en Suisse dans le canton de Vaud[source insuffisante]. Il fonde en 2013 la société aquama sàrl, à Prangins dans le canton de Vaud, reprise ensuite par aquama Holding SA en 2018 à Tolochenaz.[réf. nécessaire]
En 2013, le Comité international olympique est devenu le premier client d'aquama, suivi par l'aéroport de Genève, la commune de Prangins et la commune de Renens. Les premières machines fonctionnaient à l'aide d'un écran intégré et d'un système de cartes RFID.
En avril 2013, la technologie, qui produit 15 litres par heure, a été exposée pendant deux jours lors de la conférence Passenger Terminal Expo dans le hall de l'aéroport de Genève, avec une superposition sur tous les écrans d'arrivée de l'aéroport.
En 2017, La SAS Gen'eau Sélection basée à Lyon et spécialisée dans la distribution de produits d'entretien écologique ouvre en qualité de distributeur exclusif de la marque aquama.  La SAS qui opère en France sous le nom d'Aquama France a des partenariats avec plusieurs organismes, dont les Halles Bocuse, la Chambre de commerce et d'industrie de Lyon, Natécia, la Croix-Rouge française et plus de 800 crèches. Cette société est en liquidation depuis juillet 2022. Depuis, aquama a ouvert une filiale comme on peut le lire dans l'encadré "Fondation". 
En 2018, Aquama est reconnue parmi les PME suisses prometteuses et réalise une levée de fonds de 3,8 millions de francs. La même année, l'entreprise remporte le Prix de l'innovation Région de Nyon en Suisse.   
La société à responsabilité limitée suisse est mise en faillite en mars 2024 après avoir accumulé près de 900 000 francs de poursuites depuis 2020. Cette faillite suit celle d'Aquama Deutschland, qui assurait la production, à la fin 2023. Les activités se poursuivent avec la holding et Aquama France.

### Chiffre d'affaires et employés
L'entreprise emploie 18 collaborateurs en 2018.

## Produits

### Eco Clean Medium / ECm
En 2015, en réponse à une demande de l'aéroport de Genève, Aquama a développé le premier ECm (Eco Clean Medium), rempli dans une auto-récureuse (65 litres en 1,5 minute). Le spray est rempli par le haut à l'aide d'une structure d'insertion spéciale. La machine est également équipée d'une connexion Internet permettant de contrôler son état.

### aquama App
L'application mobile de l'entreprise permet de localiser les machines disponibles sur un territoire donné et de suivre leur consommation. Grâce à la géolocalisation, les utilisateurs peuvent trouver des machines à proximité, surveiller l'utilisation et suivre leur empreinte carbone. Les données recueillies permettent d'optimiser l'utilisation des machines et de réduire les coûts d'exploitation.

### Freedom Pure
Le Freedom Pure est une machine plus petite que la précédente, destinée aux petites entreprises et aux particuliers. Le système utilise de l'eau, du sel et l'électrolyse pour créer une technologie de désinfection et de détergence,.

### Falcon R
Le Falcon R est une machine qui produit des solutions détergentes, désinfectantes et combinées,.

### Hogeron
Hogeron est utilisé pour produire la solution de nettoyage aquama Indigo. La solution de nettoyage Indigo est un agent nettoyant et désinfectant produit par hydrolyse. La machine a une capacité de stockage de 100 litres et peut produire de 3 000 à 7 000 litres de solution par mois,.

## Distribution
Une application mobile permet aux clients qui ne souhaitent pas acquérir de machine de géolocaliser la station de distribution la plus proche : les clients possédant une machine deviennent ainsi revendeurs des produits.